# Josep Maria Raventós
Josep Maria Raventós Farràs (nacido en Barcelona el 23 de mayo de 1961) es un entrenador de baloncesto español que está sin equipo.

## Trayectoria deportiva
Su carrera comenzó como entrenador en el colegio La Salle donde entrenó varios años a equipos de formación hasta llegar al Senior masculino y también al Senior femenino con varios ascensos de categoría. Más tarde se ejercitó como Sub Director Técnico de la Federación Catalana de Baloncesto encargándose de los Centros de Tecnificación y de las Selecciones autonómicas ganando diferentes Campeonatos de España. Años después entró a formar parte como entrenador de la cantera del Joventut Badalona, donde estuvo desde 2002 a 2007. Sus últimas temporadas en el Joventut fueron para entrenar su equipo vinculado, CB Prat, durante dos temporadas en Liga LEB Plata. En 2007, sería el Seleccionador de la selección de baloncesto de España sub-15. ganando diferentes torneos internacionales y proclamándose medalla de Plata en Los Juegos Olímpicos de la Juventud celebrados en Belgrado. En el año 2008 dirigió también a la Selección de  España sub-16.
En el verano de 2010 trabajó en el FC Barcelona como Jefe de Cantera llevando a cabo la organización de la siguiente temporada.
En la temporada 2010-11 entrenó como técnico principal al Força Lleida Club Esportiu de la Liga LEB Oro, siendo asistido por Joaquín Prado.
Desde 2012 a 2015, entrenaría al Sabadell Basquet y al CB Santfeliuenc, ambos del grupo C de Liga EBA.
En 2015, llega como asistente al Montakit Fuenlabrada de la Liga ACB para ser ayudante de Žan Tabak primero y de Jota Cuspinera después, durante la temporada 2015-16.
Durante la temporadas siguientes, sería entrenador ayudante de Jota Cuspinera (2016-17), Néstor García (2017-18) y Agustí Julbe (2018-19).
El 25 de marzo de 2021 se hace cargo del Urbas Fuenlabrada como primer entrenador en sustitución de Javi Juárez que fue destituido tras caer derrotado ante el UCAM Murcia en la jornada 27. Logrando mantener al equipo en la Liga ACB durante también la siguiente temporada.
Durante toda su trayectoria también a entrenado individualmente a varios jugadores pertenecientes a distintos Clubs ACB, Euroleague, Ligas Leb, NBA, etc. Así mismo ha sido conferenciante en distintos Clínics para entrenadores.

## Clubs
- 2002-07. Joventut Badalona. Cantera.
- 2007-09. CB Prat. LEB Plata.
- 2010-11. Força Lleida Club Esportiu. LEB Oro.
- 2012-13. Sabadell Basquet Natacio E. Pia. Liga EBA.
- 2013-15. CB Santfeliuenc. Liga EBA.
- 2015-16. Montakit Fuenlabrada. Liga Endesa y Copa del Rey. Entrenador ayudante de Žan Tabak y Jota Cuspinera.
- 2016-17. Montakit Fuenlabrada. Liga Endesa y Copa del Rey. Entrenador ayudante de Jota Cuspinera.
- 2017-18. Montakit Fuenlabrada. Liga Endesa y Copa del Rey. Entrenador ayudante de Néstor García.
- 2018-20. Montakit Fuenlabrada. Liga Endesa y Copa del Rey. Entrenador ayudante de Agustí Julbe.
- 2021-22 . Urbas Fuenlabrada Primer Entrenador